# ورزشگاه پیر مائوروی
ورزشگاه پیر مائوروی (فرانسوی: Stade Pierre-Mauroy‎) یک مجموعه ورزشی در کشور فرانسه است.
این ورزشگاه که در شهر وینو دسک در نزدیکی شهر لیل قرار دارد در سال ۲۰۰۹ شروع به ساخت شده و در سال ۱۷ اوت ۲۰۱۲ به بهره‌برداری رسیده‌است. مجموعه ورزشی شامل یک زمین فوتبال با ظرفیت ۵۰٬۱۸۶ نفر و سالن بسکتبال با ظرفیت ۲۷٬۰۰۰ نفر است.

## نگارخانه

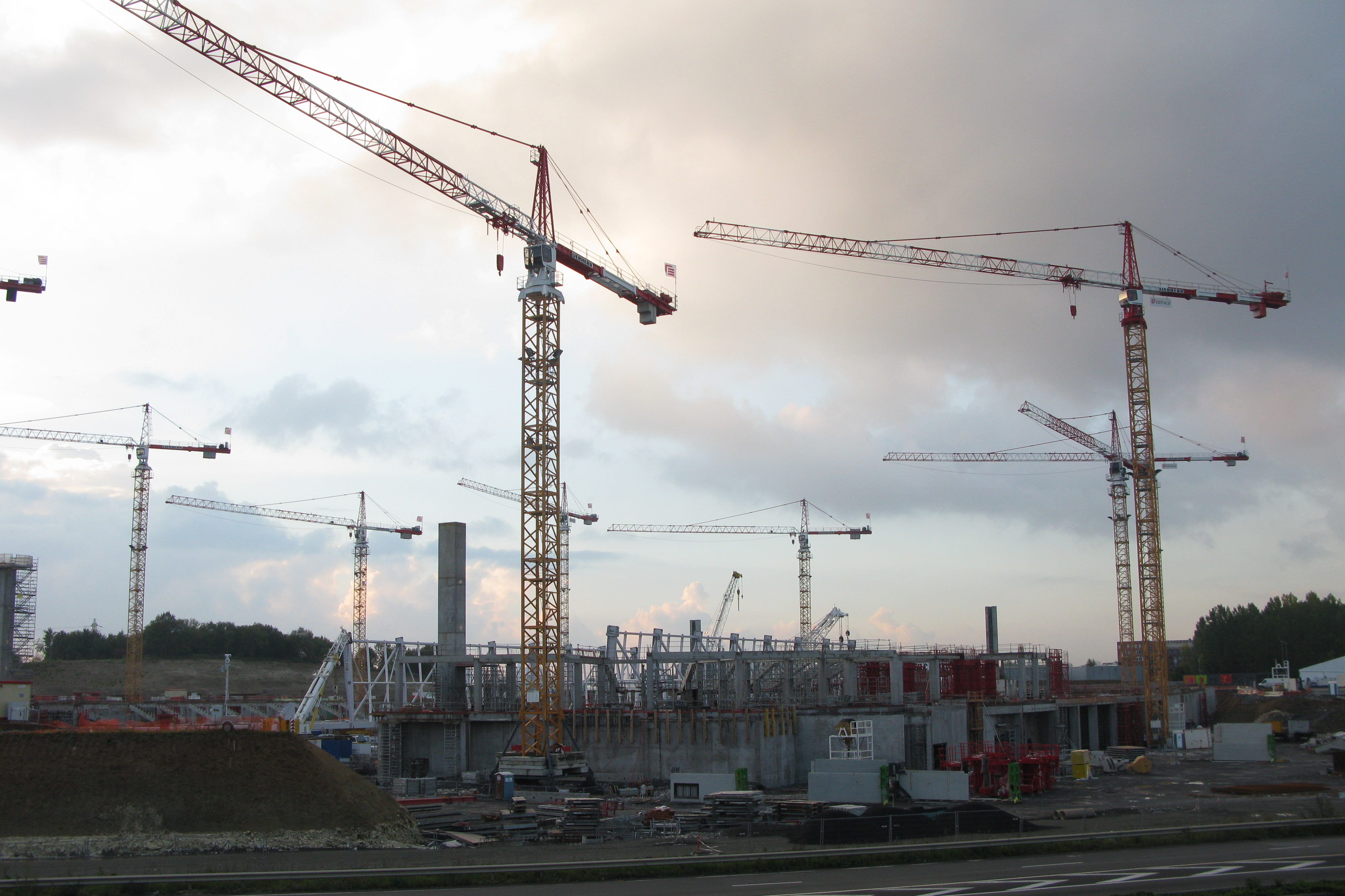
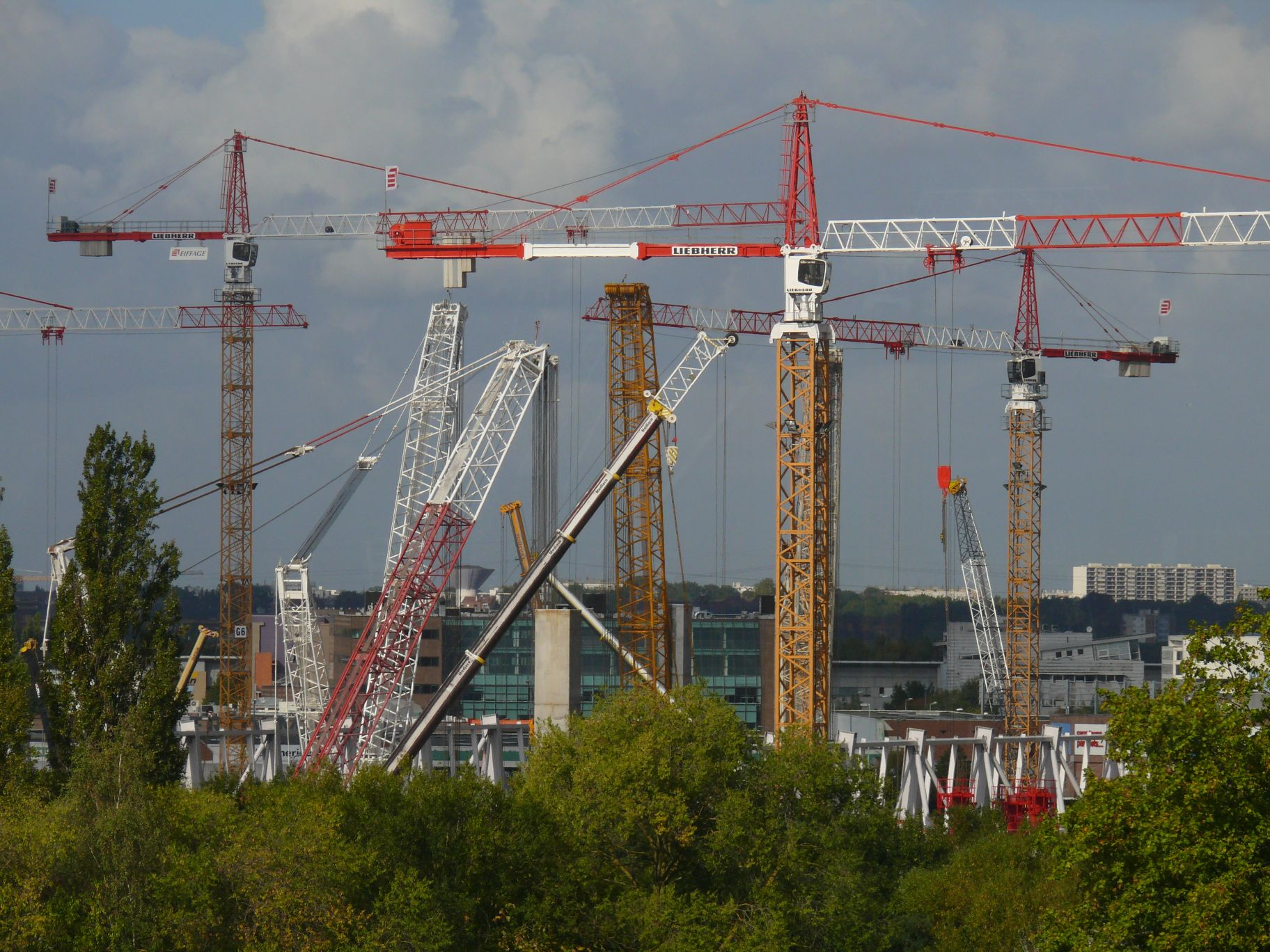
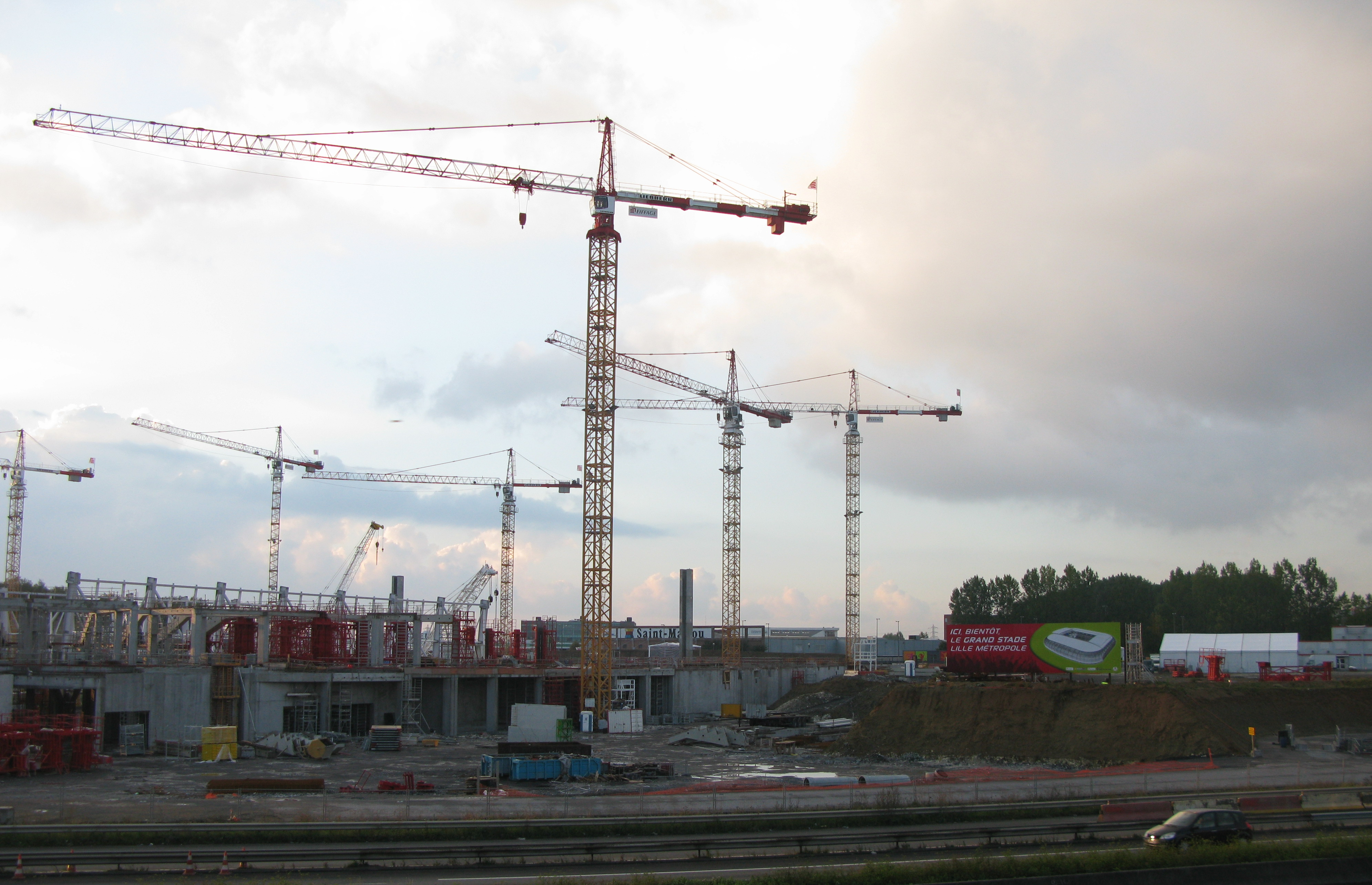
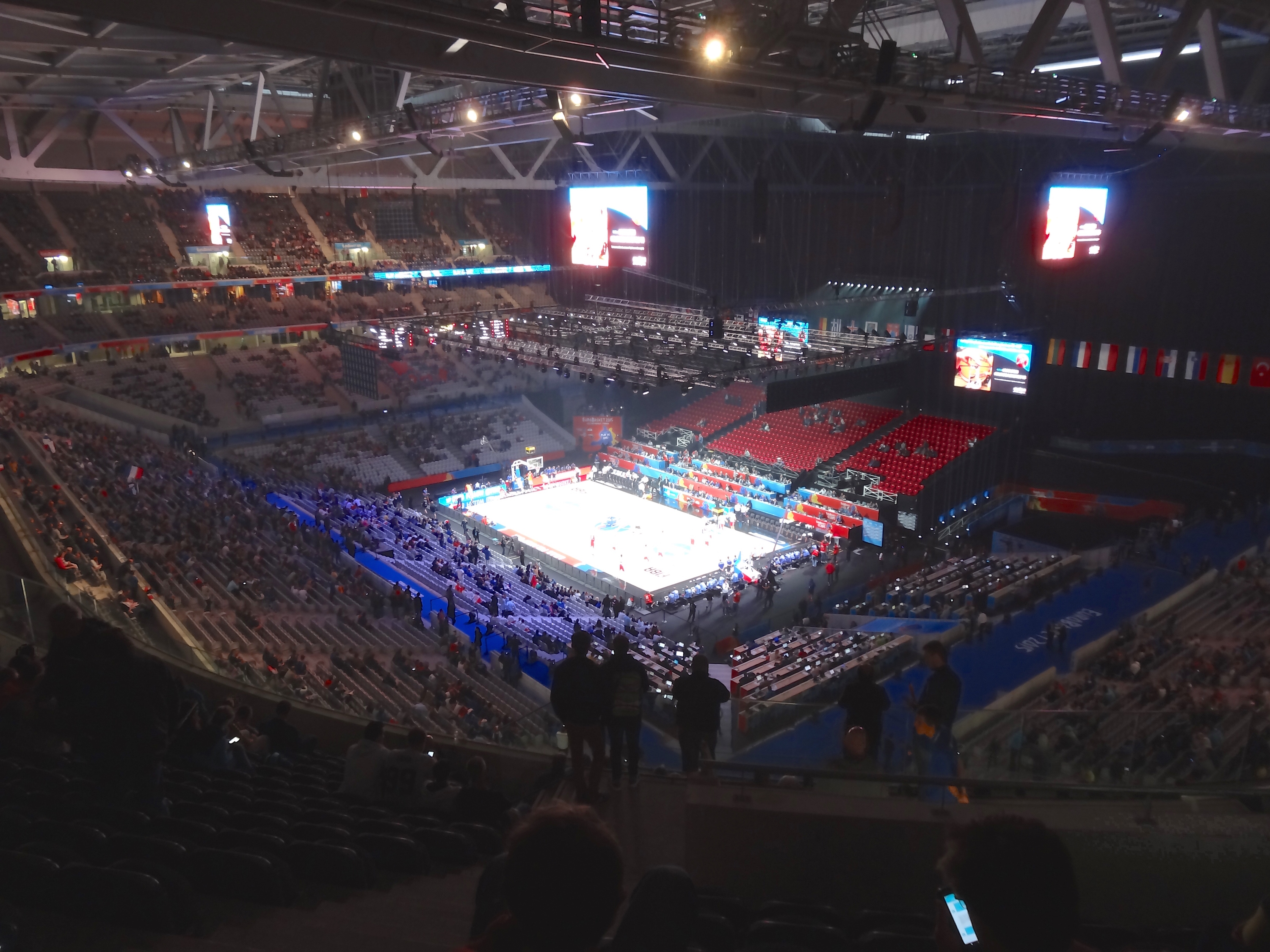
سالن بسکتبال